# Youmex
Youmex (ユーメックス株式会社 Yūmekkusu Kabushiki Kaisha?) fue una compañía de producción del anime. La compañía se fundó en el año 1985 por Junji Fujita como subsidiario de la compañía llamada Toshiba EMI. 

## Producciones
Éste es un listado alfabético de las producciones de Youmex. 
- Machine Robo: Battle Hackers (1987)[1]
- Bubblegum Crisis (production, 1987-1991)[1][2]
- Dennō Keisatsu Cyber Cop (1988-1989)[1]
- Hades Project Zeorymer (production, 1988-1989)
- Be-Boy Kidnapp'n Idol (1989)
- Riding Bean (1989)[3]
- Idol Densetsu Eriko (1989-1990)[1]
- Earthian (production, with J.C. Staff, 1989-1996)
- AD Police Files (1990)
- Magical Angel Sweet Mint (1990-1991)[1]
- Blazing Transfer Student (1991)[1]
- Otaku no Video (1991)[1][4]
- Slow Step (1991)[3]
- Zettai Muteki Raijin-Oh (1991-1992)[1]
- Idol Defense Force Hummingbird (1993-1995)
- Bubblegum Crisis: Grand Mal (original concept, 1995)
- Magic User's Club (1996)[1]
- Ninja Cadets (1996)[5]
- Baby and Me (1996-1997)[6]
- Ultraman Dyna (1997-1998)[1]
- Takoyaki Mantoman (1998-1999)[1]
- Blue Gender (1999)[7]
- Purple Eyes in the Dark (unknown, an image video which never reached full anime production status)[8]

### Temas musicales
- Fight! Iczer One (1985-1987)[9]
- Prefectural Earth Defense Force (1986)[10]
- Bubblegum Crisis (1987-1991)[11]
- Kimagure Orange Road (1987-1988)[1][12][13]
- Sonic Soldier Borgman (1988)[1][14]
- Cleopatra DC (1989)
- Riding Bean (1989)[15]
- Earthian (with J.C. Staff, 1989-1996)[16]
- Nadia: The Secret of Blue Water (TV series and movie) (1989-1992)[1][17][18]
- Iczer Reborn (1990-1991)[9]
- Otaku no Video (1991)[19]
- Slow Step (1991)[20]
- Sequence (1992)[21]
- Ushio to Tora (1992)[22]
- Living Game (original album, 1993)[23]
- Yaiba (1993-1994)[24]
- Baby and Me (1996-1997)[25]
- Fancy Lala (1998)[26][27]
- Toriferuzu Mahō Gakuen Monogatari radio drama CD (part of the Eberouge game series, 1998)[28]
- Karura Mau! (unknown)[29]